# Celama mesogona
Celama mesogona är en fjärilsart som beskrevs av Kirby 1892. Celama mesogona ingår i släktet Celama och familjen trågspinnare. Inga underarter finns listade i Catalogue of Life.